# 愛知県立名古屋工科高等学校
愛知県立名古屋工科高等学校（あいちけんりつ なごやこうかこうとうがっこう）は、愛知県名古屋市南区阿原町にある県立高等学校。定時制を併設している。

## 設置学科
全日制課程
- 機械科
- 電気科
- IT工学科
- エネルギーシステム科
- エネルギー化学科

定時制課程
- 機械科

## 沿革
- 1962年（昭和37年） - 愛知県立名南工業高等学校開校。機械科・電気科・工業化学科・化学工学科を設置。
- 1964年（昭和39年） - 定時制課程（機械科）を設置。
- 1972年（昭和47年） - 定時制課程を愛知県立星南工業高等学校として分離。
- 1988年（昭和63年） - 工業化学科と化学工学科を化学工業科に統合。
- 1994年（平成6年） - 愛知県立星南工業高等学校を統合し、定時制課程を設置。
- 2019年（平成31年） - 情報技術科と化学工業科をエネルギーシステム科とエネルギー化学科に改編。
- 2021年（令和3年）4月 - 名南工業高等学校から、名古屋工科高等学校に校名変更[1] 。併せて、全日制課程で電気科をIT工学科と電気科に分離する改組を実施。

## 周辺
- 名古屋星崎郵便局
- 天白川

## アクセス
- 名鉄名古屋本線 本星崎駅下車。
- 名古屋市営バス「名古屋工科高校」停留所にて下車。
- 愛知県道36号諸輪名古屋線沿い。